# Publieke Werken (film)

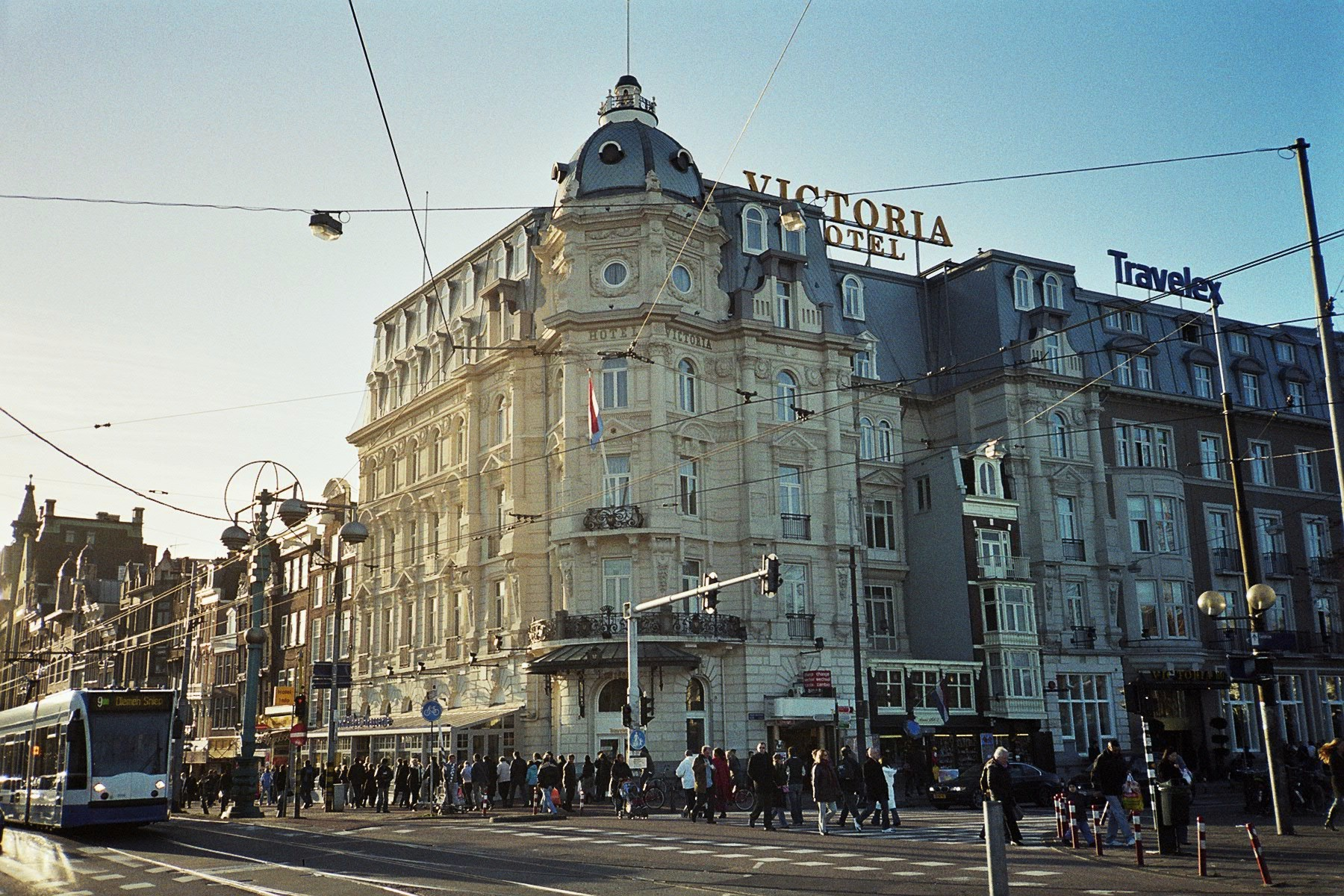
Het Victoria Hotel

Publieke Werken (ook uitgebracht onder de titel A Noble Intention) is een Nederlandse film uit 2015 als historisch drama dat zich afspeelt rond 1888, geregisseerd door Joram Lürsen. De film is gebaseerd op de gelijknamige roman van Thomas Rosenboom.

## Verhaal
Eind 19e eeuw zijn er plannen om tegenover het centraal station van Amsterdam het Victoria Hotel te bouwen. De plannen zijn zo goed als rond. Er moet alleen nog onderhandeld worden over het huisje van de vioolbouwer Walter Vedder. Het eerste bod is ruim voldoende. Door hebzucht en steun van zijn buurman vraagt de vioolbouwer meer dan de dubbele prijs. Als beide partijen er niet uitkomen, wordt er toch begonnen met de bouw. Na de sloop van opgekochte gebouwen wordt er om de twee onverkochte panden heen gebouwd. De andere verhaallijn gaat over zijn neef Christiaan Anijs die apotheker is, maar werkt als 'dokter' voor 'veldelingen', straatarme turfstekers in Hoogeveen.

## Rolverdeling
| Acteur                   | Personage        |
| ------------------------ | ---------------- |
| Gijs Scholten van Aschat | Walter Vedder    |
| Jacob Derwig             | Christiaan Anijs |
| Rifka Lodeizen           | Martha           |
| Zeb Troostwijk           | Klein Pet        |
| Juda Goslinga            | Bennemin         |
| Elisabeth Hesemans       | Moeder Bennemin  |
| Joosje Duk               | Johanna Bennemin |
| Sander van Amsterdam     | Lubber           |
| Houk van Warmerdam       | Sieger           |
| Thomas Cammaert          | Ebert            |
| Leon Voorberg            | Henkenhaf        |
| John Leddy               | Mr. Carstens     |
| Tobias Kersloot          | Theo             |
| Peter Blankenstein       | Schuurman        |

## Achtergrond
De opnames vonden plaats in Amsterdam, Kockengen en grotendeels in Hongarije. De productiekosten werden geschat op € 6 miljoen. De kosten gingen voornamelijk zitten in de nagebouwde sets in Hongarije en de stadsgezichten en historische gebouwen die uit de computer zijn gehaald. De film is op Michiel de Ruyter na de duurste Nederlandse film uit 2015.